# Lys imot mørketida
Lys imot mørketida är ett julalbum av den norska sångaren Maria Mittet tillsammans med Oslo Gospel Choir. Det gavs ut den 8 november 2011 och innehåller 11 låtar.

## Låtlista
| Nr  | Titel                                     | Längd |
| --- | ----------------------------------------- | ----- |
| 1.  | Lys imot mørketida                        | 3:31  |
| 2.  | Mitt hjerte alltid vanker                 | 5:21  |
| 3.  | Nordnorsk julesalme                       | 4:23  |
| 4.  | Kviskre ei bønn                           | 3:38  |
| 5.  | Stille natt (Stille Nacht, heilige Nacht) | 3:46  |
| 6.  | Himmel og jord møtes i natt               | 4:41  |
| 7.  | Gjeterfolk i våre lier                    | 3:18  |
| 8.  | Det kimer nu til julefest                 | 2:39  |
| 9.  | En stjerne skinner i natt                 | 4:06  |
| 10. | Høyt under himmelens stjerner             | 5:00  |
| 11. | Deilig er jorden (Dejlig er Jorden)       | 3:48  |

## Listplaceringar
| Lista | Topplacering |
| ----- | ------------ |
| Norge | 2            |